# Керр, Брук
Брук Керр (англ. Brook Kerr; род. 21 ноября 1973, Индианаполис) — американская актриса.

## Биография
Брук Керр родилась 21 ноября 1973 года в Индианаполисе (штат Индиана, США), но после окончания средней школы она переехала в Лос-Анджелес, штат Калифорния, чтобы начать кинокарьеру. У Брук есть два сводных старших брата.
Брук дебютировала в кино в 1996 году, сыграв роль девушки Монтелла Джордана в эпизоде «A Concerted Effort: Part 2» телесериала «Моэша». В 1999—2007 года Керр играла роль Уитни Расселл в мыльной опере «Страсти», за которую она получила 3 номинации на премии «Soap Opera Digest Awards» (2 номинации в 2005) и «Image Awards» (2008). В 2008 году она должна была сыграть роль Тары Торнтон в телесериале «Настоящая кровь», но в итоге, сыграв лишь в пилотном эпизоде, она была заменена на Рутину Уэсли.
С 1990 года Брук замужем за Кристофером Уорреном, с которым она подала на развод в июле 2012 года. У супругов есть сын — актёр Кристофер Уоррен-младший (род.15.01.1990).

## Избранная фильмография
| Год  |   | Русское название | Оригинальное название | Роль         |
| ---- | - | ---------------- | --------------------- | ------------ |
| 2008 | с | Настоящая кровь  | True Blood            | Тара Торнтон |